# Tinus tibialis
Tinus tibialis là một loài nhện trong họ Pisauridae.
Loài này thuộc chi Tinus. Tinus tibialis được Frederick Octavius Pickard-Cambridge miêu tả năm 1901.